# Il più bel nome

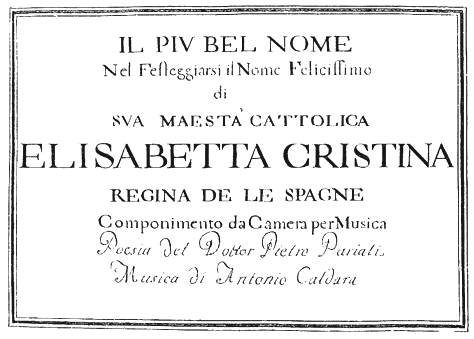

Il più bel nome est un opéra baroque du compositeur italien Antonio Caldara sur un livret de Pietro Pariati, créé à Barcelone le 2 août 1708. L'histoire s'inspire de thèmes mythologiques.

## Description
Il più bel nome est un cadeau pour le mariage du prétendant à la couronne d'Espagne Charles III de Habsbourg, (devenu par la suite, en 1711, Empereur romain germanique sous le nom de Charles VI après la mort de son frère Joseph Ier), et d'Élisabeth-Christine de Brunswick-Wolfenbüttel.
Il più bel nome est une serenata en un acte et en italien. Il est créé le 2 août 1708 au Teatro de la Santa Cruz.

### Rôles
| Rôle      | Voix    | Créateur |
| --------- | ------- | -------- |
| Hercule   | soprano |          |
| Junon     | soprano |          |
| Vénus     | soprano |          |
| Pâris     | alto    |          |
| Le destin | ténor   |          |

## Enregistrements
- Glossa, 2010, dir. Emilio Moreno[2].